# Посохов, Григорий Степанович
Григорий Степанович Посохов (1920—1943) — советский военнослужащий. Участник Великой Отечественной войны. Герой Советского Союза (1943, посмертно). Старший сержант.

## Биография
Григорий Степанович Посохов родился 26 января 1920 года на хуторе Дубровка Валуйского уезда Воронежской губернии (ныне хутор Валуйского района Белгородской области Российской Федерации) в крестьянской семье. Русский. Окончил начальную школу в 1931 году. Работал в семейном крестьянском хозяйстве. В 1933 году из-за разразившегося в стране массового голода Посоховы переехали в индустриальный Донбасс. Поселились в посёлке Голубовский рудник. Отец сразу пошёл работать на шахту. Григорий Степанович некоторое время помогал матери обживаться на новом месте, а в 1935 году устроился работать электрослесарем на рудник «Петроградка».
В марте 1941 года Серговским городским военкоматом Ворошиловградской области Г. С. Посохов был призван в ряды Рабоче-крестьянской Красной Армии. Прошёл обучение в полковой школе Черноморского полка морской пехоты в Севастополе. Получил воинскую специальность пулемётчика. В августе 1941 года Григорий Степанович был определён в 4-й батальон 7-й бригады морской пехоты Черноморского флота. В августе-сентябре 1941 года, ожидая высадки немецкого десанта со стороны моря, подразделения морской пехоты осуществляли патрулирование Южного берега Крыма. Когда стало ясно, что противник наносит основной удар с севера через Перекопский перешеек, из батальонов 7-й бригады морской пехоты было сформировано два отряда, которые были переброшены на ишуньские оборонительные позиции. В боях с немецко-фашистскими захватчиками пулемётчик 2-го Перекопского отряда морской пехоты Г. С. Посохов участвовал со 2 октября 1941 года. Боевое крещение Григорий Степанович принял в оборонительных боях на перешейке между озёрами Старое и Красное в районе села Асс. После прорыва немецких войск к Красноперекопску морские пехотинцы оказались в окружении. Многие из них погибли в неравном бою, другие попали в плен. Среди военнопленных оказался и Г. С. Посохов.
Несколько месяцев Григорий Степанович провёл в плену, рассчитывая сбежать при первой возможности. И такая возможность представилась осенью 1942 года. Военнопленный Посохов был направлен на принудительные работы на станцию Миллерово, где во время разгрузки вражеского эшелона ему удалось совершить побег. Григорий Степанович сумел добраться до родной Дубровки, где до прихода Красной Армии скрывался в доме родителей, вернувшихся на хутор с началом войны. В январе 1943 года Валуйский район был освобождён войсками Воронежского фронта. После проверки в отделе контрразведки СМЕРШ 303-й стрелковой дивизии 3-й танковой армии красноармеец Г. С. Посохов был определён пулемётчиком в 1-ю пулемётную роту 845-го стрелкового полка. Вновь на передовой Григорий Степанович с марта 1943 года на Юго-Западном фронте. Участвовал в оборонительных боях в ходе немецкого контрнаступления под Харьковом. В апреле 1943 года 3-я танковая армия была переформирована в 57-ю общевойсковую армию. До августа 1943 года её подразделения вели оборонительные бои на рубеже реки Северский Донец в районе Волчанска. Во время одной из боевых операций красноармеец Г. С. Посохов с гранатой ворвался во вражеский ДЗОТ и взял в плен весь его расчёт. За проявленную отвагу Григорий Сергеевич был произведён в сержанты и назначен на должность командира отделения пулемётной роты. К началу наступления Красной Армии на Курской дуге Г. С. Посохов был уже старшим сержантом. Григорий Сергеевич особо отличился в ходе Белгородско-Харьковской операции.
3 августа 1943 года 57-я армия перешла в наступление южнее Харькова с целью отрезать пути отступления харьковской группировки противника. До 9 августа армия действовала в подчинении Юго-Западного фронта, затем Степного фронта. Отражая многочисленные контратаки противника, к 20 августа 1943 года подразделения 845-го стрелкового полка 303-й стрелковой дивизии вышли в район села Константовка Змиёвского района Харьковской области, где перешли к тактической обороне. Старший сержант Г. С. Посохов получил приказ занять позицию на левом фланге 1-го стрелкового батальона. Едва он оборудовал огневую точку и хорошо замаскировал её, как начался артиллерийский обстрел, продолжавшийся около двух часов. Когда орудия противника умолкли, Посохов начал осматривать сектор обстрела и неожиданно обнаружил, что крупные силы немцев численностью более роты, используя естественные укрытия, обходят позиции батальона с фланга, намереваясь атаковать их с тыла. Решив подпустить цепи немецких автоматчиков поближе, он припал к пулемёту. Когда до врага осталось чуть более ста метров, Григорий Степанович нажал на гашетку пулемёта, но выстрелов не последовало. Сообразив, что в механизм замка пулемёта попал песок, он хладнокровно разобрал его и очистил от грязи. Когда он вновь вставил ленту в приёмник, до врага оставалось не более 30 метров. Внезапный шквальный огонь вызвал панику среди немецких пехотинцев. Дрогнув, они побежали, неся огромные потери. Когда пулемёт Посохова раскалился, он перебежал к другому пулемёту, возле которого не было расчёта, и продолжил вести огонь по отступающему противнику. Всего в этом бою пулемётчик Г. С. Посохов уничтожил более 200 солдат и офицеров вермахта.
4 сентября 1943 года за мужество, проявленное в боях за село Константовка командир полка представил Г. С. Посохова к званию Героя Советского Союза. Однако ещё до отправления наградного листа в штаб дивизии стало известно, что в этот день старший сержант Посохов был смертельно ранен осколком снаряда в бою за село Соколово. Звание Героя Советского Союза было присвоено старшему сержанту Посохову Григорию Степановичу указом Президиума Верховного Совета СССР от 20 декабря 1943 года посмертно. Похоронен С. Г. Посохов в братской могиле советских воинов в селе Соколово Змиёвского района Харьковской области Украины.

## Награды
- Медаль «Золотая Звезда» (20.12.1943, посмертно);
- орден Ленина (20.12.1943, посмертно).

## Память
- Бюст Героя Советского Союза Г. С. Посохова установлен в городе Валуйки Белгородской области.
- Имя Героя Советского Союза Г. С. Посохова увековечено на мемориальной доске, посвящённой воинам 303-й стрелковой дивизии, удостоенным звания Героя Советского Союза за освобождение Харьковской области, в селе Старый Салтов Харьковской области Украины.

## Документы
- Общедоступный электронный банк документов «Подвиг Народа в Великой Отечественной войне 1941—1945 гг.» Дата обращения: 23 января 2013. Архивировано из оригинала 13 марта 2012 года.

Представление к званию Героя Советского Союза и указ ПВС СССР о присвоении звания. Дата обращения: 23 января 2013. Архивировано 5 февраля 2013 года.
- Обобщенный банк данных «Мемориал». Дата обращения: 23 января 2013. Архивировано из оригинала 10 мая 2012 года.

ЦАМО, ф. 58, оп. 18001, д. 733.
ЦАМО, ф. 58, оп. 769232, д. 1: Информация из книги учёта военных кладбищ, братских и индивидуальных могил погибших военнослужащих и партизан в период ВОВ 1941-1945 г. по Харьковской области.
Информация из списка захоронения ЗУ380-21-573.
Учётная карточка захоронения ЗУ380-21-573.
Схема захоронения ЗУ380-21-573.